# 小行星3890

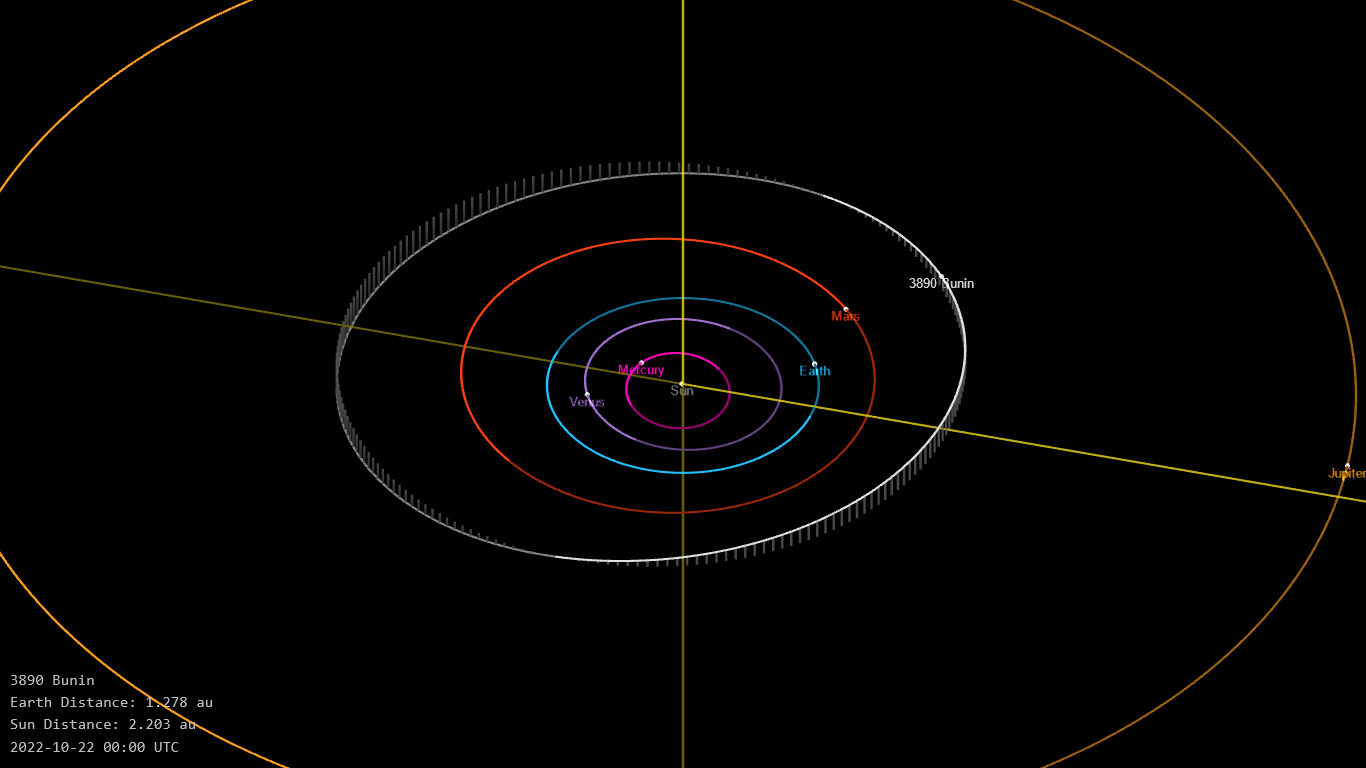
2022年10月22日小行星3890在太陽系中的位置

小行星3890（3890 Bunin）是一颗绕太阳运转的小行星，为主小行星带小行星。该小行星于1976年12月18日发现。

## 轨道参数
小行星3890的轨道半长轴为2.3311203 UA，离心率为0.140。